# Krasnozavodsk
Krasnozavodsk (en russe : Краснозаводск, littéralement « Usine rouge ») est une ville de l'oblast de Moscou, en Russie, dans le raïon Serguievo-Possadski. Sa population s'élevait à 13 297 habitants en 2017.

## Géographie
Krasnozavodsk est arrosée par la rivière Kounia, un affluent de la Doubna, et se trouve à 88 km au nord-est de Moscou.

## Histoire
Krasnozavodsk a été fondée en 1915 pour le personnel d'une nouvelle usine de construction mécanique. À l'origine, la localité n'avait aucun nom. Après 1917, elle fut appelée Vozrojdenie (Возрожде́ние, ou « Renaissance »), puis Zagorski (Заго́рский), en raison de la proximité de la ville qui portait alors ce nom, et enfin Krasnozavodski (Краснозаво́дский). En 1940, la localité est devenue la ville de Krasnozavodsk. En 1999, une partie du territoire de Krasnozavodsk en a été séparée pour former une nouvelle entité : la ville de Peresvet.
A sept kilomètres au nord de Krasnozavodsk se trouve Bogorodskoïe, connu comme le centre d'un vieil artisanat populaire, jouets et sculptures en bois tendre.

## Économie
La principale entreprise de la ville est l'usine Krasnozavodski Khimitcheski Zavod (en russe : Краснозаводский Химический Завод), en abrégé KKhZ, fondée en 1915 et qui fabrique des cartouches de marque « Record ».

## Population
Recensements (*) ou estimations de la population
| 1939*  | 1959*  | 1970*  | 1979*  | 1989*  | 2002*  |
| ------ | ------ | ------ | ------ | ------ | ------ |
| 13 382 | 19 523 | 25 394 | 27 371 | 29 786 | 13 549 |

| 2010*  | 2013   | 2014   | 2015   | 2016   | 2017   |
| ------ | ------ | ------ | ------ | ------ | ------ |
| 13 392 | 13 621 | 13 639 | 13 515 | 13 397 | 13 297 |